# Ulrike Hoffmann-Richter
Ulrike Hoffmann-Richter (* 17. März 1958 in Stuttgart; † 18. August 2024 in Luzern) war eine deutsche Psychiaterin, Psychotherapeutin sowie Autorin. Sie baute den Versicherungspsychiatrischen Dienst der Schweizer Unfallversicherung (SUVA) auf.

## Leben
Ulrike Hoffmann-Richter studierte in Ulm Humanmedizin und promovierte zum Thema der Verständigung von Arzt und Patient in der Visite. Sie schloss eine Ausbildung zur Fachärztin für Psychiatrie und Psychotherapie und Weiterbildung in Psychoanalyse in Köln an.
Sie arbeitete von 1990 bis 1999 als Oberärztin an der Psychiatrischen Universitätsklinik Basel. Während dieser Zeit führte sie Forschungsprojekte zur Psychiatrie in den Printmedien und zur Suizidforschung durch. Von 1999 bis 2014 arbeitete sie als Psychiaterin im Kompetenzzentrum Versicherungsmedizin der SUVA. Dort war sie verantwortlich für den Aufbau und die Leitung von deren Versicherungspsychiatrischen Dienst. Während dieser Zeit betrieb sie Forschungsprojekte zu Diagnostik und Therapie bei psychischen Störungen nach Unfallereignissen (EBEPS/OptiFAB) und zur Reliabilität psychiatrischer Gutachten (Rely-Studie). Seit 1993 war sie Redakteurin und seit 2001 Mitherausgeberin der Zeitschrift Psychiatrische Praxis im Thieme Verlag. Von 1994 bis 2001 war sie geschäftsführende Herausgeberin der Zeitschrift Psychotherapeutin. Ab 1998 hatte sie Lehraufträge und arbeitete als Dozentin an den Universitäten Bern, Basel und Sapienza Rom.
Seit Ende 2014 bot Ulrike Hoffmann-Richter in ihrer eigenen Praxis in Luzern psychiatrische und psychotherapeutische Behandlungen an. Ihre psychotherapeutische Hauptrichtung war die Tiefenpsychologie. Sie war spezialisiert auf die Begutachtung im Bereich der Sozialversicherungen.
Seit 2017 arbeitete sie als Fachrichterin am Kantonsgericht Luzern.
In den Bereichen Sozialpsychiatrie, Suizidforschung, Geschichte der Psychotherapie und Psychiatrie, qualitative Methoden und Analyse von Gesprächen und Texten arbeitete sie wissenschaftlich. Ein wichtiges Thema war bei ihr die Verständigung zwischen Ärztin und Patient, zwischen Psychiatrie und Öffentlichkeit und zwischen Medizin und Recht.

## Schriften
- Der Knoten im roten Faden: eine Untersuchung zur Verständigung von Arzt und Patient in der Visite. Dissertation. Bern 1985, ISBN 3-261-04034-3.
- Psychotherapie im Wandel – Von der Konfession zur Profession. Eine Auseinandersetzung mit einem bemerkenswerten Buch von Grawe K, Donati R und Bernauer F. In: Psychiatrische Praxis. 21, 1994, S. 238–242.
- Freuds Seelenapparat. Bonn 1994, ISBN 3-88414-190-2.
- mit Asmus Finzen: Was ist Sozialpsychiatrie? Eine Chronik mit Texten. Bonn 1995, ISBN 3-88414-170-8.
- Das Verschwinden der Biographie in der Krankengeschichte. Eine biographische Skizze. In: BIOS. 2, 1995, S. 204–221.
- mit Asmus Finzen: Das "Odium der Geisteskrankheit". Die Psychose Emilie Kempin-Spyris und ihre Deutungen. In: Psychiat Prax. 24, 1997, S. 22–27.
- mit Jakob Christ: Therapie in der Gemeinschaft: Gruppenarbeit, Gruppentherapie und Gruppenpsychotherapie im psychiatrischen Alltag. Bonn 1997, ISBN 3-88414-203-8.
- Una terapia razionale per le immagini dell’anima? In: D. Armando, P. F. Nastro, F. Masini (Hrsg.): Fantasia di sparizione, formazione dell’ immagine, idea della cura. Nuove Edizione Romane Rom. 1997, S. 193–207.
- mit Barbara Alder und Asmus Finzen: Die Elektrokrampftherapie und die Defibrillation in der Zeitung. Eine Medienanalyse. In: Nervenarzt. 69, 1998, S. 622–628.
- mit Asmus Finzen: Die psychiatrische Krankengeschichte – eine vernachlässigte Quelle. Ueberlegungen zu einer Methodologie der Krankengeschichtenanalyse. In: BIOS. 11, 1998, S. 280–297.
- Psychiatrie in der Zeitung: Urteile und Vorurteile. Bonn 2000, ISBN 3-88414-295-X.
- mit Franz Müller-Spahn: Psychiatrische Notfälle. Stuttgart 2000, ISBN 3-17-012829-9.
- Gute psychiatrische Pflege und die Zuschreibung von „Dirty Work“. Im Gespräch mit Valerie Keller, Psychiatriekrankenschwester. In: Die Psychotherapeutin. 14, 2001, S. 83–94.
- Valium als Metapher: Die therapeutische Wirkung von Valium in der Alltagsvorstellung. In: Sozialpsychiatrische Informationen. 3/2003, S. 50–56.
- Die psychiatrische Begutachtung. Eine allgemeine Einführung. Stuttgart 2005, ISBN 3-13-136331-2.
- mit Jörg Jeger und Holger Schmidt: Das Handwerk ärztlicher Begutachtung: Theorie, Methodik und Praxis. Stuttgart 2012, ISBN 978-3-17-028505-7.
- Von elektronischen Dienern. In: Psychiat Prax. 40, 2013, S. 287–291.
- mit Irena Pjanic, Nadja Messerli-Bürgy, Monica Bachmann, Franziska Siegenthaler und Hansjörg Znoj: Predictors of depressed mood 12 months after injury. Contribution of self-efficacy and social support. In: Disability and rehabilitation. Band 36, Nummer 15, 2014, S. 1258–1263, doi:10.3109/09638288.2013.837971. PMID 24087898.
- mit Seraphina Zurbriggen: Seelische Gesundheit und Krankheit in den Massenmedien. In: Wulf Rössler, Wolfram Kawohl: Handbuch der sozialen Psychiatrie. Band 1, Kohlhammer, Stuttgart 2013, S. 323–336.
- Psychische Beeinträchtigungen in der Rechtsprechung. Ein Blick aus psychiatrischer Sicht. In: U. Kieser (Hrsg.): Sozialversicherungsrechtstagung 2015. Dike, Zürich 2016, S. 67–94.
- mit Stefan Schandelmaier, Andrea Leibold, Katrin Fischer, Ralph Mager, Monica Bachmann, Sarah Kedzia, Jason W Busse, Gordon Gyatt, Jörg Jeger, Renato Marelli, Wout EL de Boer und Regina Kunz: Attitudes towards evalution of psychiatric disability claims: A survey of Swiss stakeholders. In: Swiss Med Wkly. 145, 2015, S. w14160
- mit Laura Pielmaier: Die psychiatrisch-psychologische Begutachtung : ein Leitfaden für die Praxis. Stuttgart 2016, ISBN 978-3-17-028505-7.
- Arbeitsunfähigkeit. In: Wolfram Kawohl und Wulf Rössler (Hg.): Arbeit und Psyche. Stuttgart 2018, ISBN 9783170257627.